# オーム乳業
オーム乳業株式会社（オームにゅうぎょう）は、福岡県大牟田市に本社を置く乳製品メーカー。不二製油の100％子会社である。
かつては牛乳や乳飲料の製造販売、アイスクリームのOEM販売などをしていたが、2022年時点では業務用生クリームや、学校給食向けの牛乳を手がける。機能性表示食品の開発も行っている。

## 沿革
- 1934年 - 大牟田牛乳株式会社創立
- 1965年 - 現社名に変更
- 1970年 - 福岡市屋形原に「福岡営業所」を設置
- 1971年 - 「福岡営業所」を福岡市博多区金隅に移設。生クリームの製造販売を始める。
- 1980年 - 「佐賀営業所」および「鹿児島営業所」を設置
- 1986年 - 福岡県酪連（現：ふくおか県酪農業協同組合）と「福岡・オーム乳業株式会社国産ナチュラルチーズ需要開発団体」を設立
- 1989年 - 「東京営業所」設置
- 1992年 - 鹿児島工場開設。開発部設置
- 1995年 - 関東工場開設
- 1997年 - ヘルシーフード事業部設置
- 2001年 - 東京営業所　事務所移転
- 2003年 - 福岡オフィス開設
- 2012年 - 発行済の全株式を不二製油へ譲渡し、同社の100％子会社となる。

## オームリンゴ
リンゴ牛乳と呼ばれる乳飲料、清涼飲料は昭和30年代中期から昭和40年代中期頃まで、近畿、中国、九州といった西日本一帯で多数のメーカーが製造しており、同時期に売り出されたコーヒー牛乳と並んで人気を博していた。
オーム乳業（当時は「大牟田牛乳」）でも「リンゴ牛乳」という商品名で1963年より製造販売していたが、厚生省令により昭和43年9月以降、生乳を50％以上含まない「乳飲料」を『牛乳』と表示できなくなったため、社名変更に合わせて商品名もオームリンゴと改称した。また、それまでの牛乳瓶詰めから紙パックに変更した。
次第に製造メーカーが減っていく中でほぼ唯一生き残り、「大牟田のご当地ドリンク」として大牟田市民に親しまれてきた。2000年のピーク時には1日に2000本が製造されていた。しかし、販売量が減少し採算が合わなくなったことを理由に生産終了が決定。生産を引き継ぎたいとしてラインの買い取りを希望する事業者もあったが、2012年12月29日の製造分を持って販売終了となった。
販売終了後も大牟田市民からは強い要望が寄せられ、2022年に限定復刻となった。復刻そのものは2020年頃には決定したが、当時のレシピ、配合のデータは残されていたものの、同じ原料の入手が困難とあって、当時を知るベテラン社員の記憶をたどりながら試行錯誤を繰り返し、2022年に完成となった。復刻版の販売にあわせて大牟田市内の洋菓子店10店舗ほどで、復刻された「オームリンゴ」を使用したオリジナルのコラボスイーツも販売されることになった。復刻版の販売開始当日、道の駅おおむたでは1週間分として用意した600本が1時間で完売するという盛況ぶりだった。翌2023年は誕生から60年の還暦ということもあって、2年連続での復刻となり、4万本を製造した。